# ولز فارگو سنتر سیاتل
ولز فارگو سنتر سیاتل، (به انگلیسی: Wells Fargo Center) آسمان‌خراش ۴۷ طبقه به ارتفاع ۱۷۴ متر، با کاربری اداری-تجاری است، که در شهر سیاتل، واشینگتن، ایالات متحده آمریکا مستقر می‌باشد. پروژه ساخت این ساختمان در سال ۱۹۸۰ آغاز شد و در سال ۱۹۸۳ تکمیل و افتتاح گردید. شعبه مرکزی ولز فارگو ایالت واشینگتن در این ساختمان مستقر می‌باشد.